# Gopachal
Gopachal és el nom del turó on es troba l'anomenada fortalesa de Gwalior (o fort de Gwalior), una construcció amb un conjunt de sis palaus, sis temples, vuit estanys, una mesquita i diverses edificacions.

## Descripció
Es tracta d'una formació rocosa de prop de 100 metres d'altura, de pedra calcaria. El turó és a 115 quilòmetres d'Agra i ocupa una posició estratègica com a lloc de vigilància sobre la fèrtil plana del nord i l'àrid altiplà central, que calia conquerir si es volia dominar la zona. Per la part nord forma un penya-segat de pedra, utilitzat com a pedrera, i al seu peu té el palau renaixentista de Jai Vilas i la ciutat vella de Gwalior. El seu accés occidental és per dues branques del barranc Urwahi, i estan tancades per dos bastions; cap al sud se situa el barri de Lashkar (Campament) que va agafar el nom per haver estat campament militar del maharajà Dawlat Rao Scindia al començament del segle xix. La fortalesa té uns 3 km de llarg en sentit nord-sud i una amplada d'entre 190 i 900 metres; les muralles tenen entre 9 i 11 metres; a la part oriental hi ha el palau de Man Singh amb accés per una rampa.